# تطبيق تايمي
تايمي (teɪmi)؛ شبكة تواصل اجتماعي للمواعدة تقدم خدمات لكل ال LGBTQI+ . تربط الشبكة مستخدمي الإنترنت ببعضهم بناءً على تفضيلاتهم وموقعهم. يعمل تطبيق تايمي على نظامي التشغيلiOS و Android.
يحتوي تطبيق الهاتف على إصدار مجاني متميز قائم على الاشتراك. بدأ تايمي كتطبيق مواعدة للرجال المثليين. لكن صرحت الشركة سابقا عدة مرات عن خطط لادراج الLGBTQI+في إصدار شامل.
تطبيق تايمي: متاح في 14 دولة من بينها الولايات المتحدة وأستراليا وسنغافورة والبرازيل.

## التاريخ
أنشئ تطبيق تايمي سنة 2017 من قبل شركة Social Impact في لاس فيغاس. وفقا للعديد من المنشورات؛ مجموعة من المطوّرين من بينهم مؤسس تايمي ألكس باسيكوف جاؤوا بتسمية تطبيق المواعدة &quot;تايم مي&quot; الذي تحول تدريجيا إلى &quot;تايمي&quot; .
رغم أنَّ تايمي تأسس في الولايات المتحدة، إلا أن التطبيق عرف شعبية في الاتحاد الأوروبي خاصة. في 31 تشرين الأول 2018، صرّحت تايمي بانطلاق عملها في المملكة المتحدة.
في 20 تموز2019، أطلقت تايمي في هولندا أولاًّ ومن ثم في إسبانيا والدول الناطقة بالاسبانية في أمريكا الجنوبية والوسطى.

## مسؤولية اجتماعية
عبَّر مؤسس تايمي وفريقه عن رغبتهم في محاربة رهاب المثلية الذي ترعاه الدولة. وفقاً لألكس باسيكوف، تخطط تايمي للدخول في شراكة مع العديد من المنظمات غير الحكومية لمجابهة رهاب المثلية الذي ترعاه الدول.
ذكرت بعض الدراسات أنّ تايمي واحد من أكثر تطبيقات المواعدة أمانا للLGBTQI+. مؤخرا، عقدت تايمي شراكة مع برنامج الأمم المتحدة المعني بالايدز ومع شركة LGBT لدعم إستبيان رائد لل LGBTI .
كانت تايمي شريكة مع العديد من مسيرات وإستعراضات برايد في لوس أنجلوس ونيويورك ولاس فيغاس. تعاونت تايمي أيضا مع مشروع تريفور لدعم حقوق الLGBTQI+.

## عملية

### المميزات
العديد من وسائط الاعلام إنضموا إلى ركاب المشجعين وعيّنوا تايمي التطبيق الأكثر أمانا للمواعدة للرجال المثليين. من مزايا تايمي الأمنية، نذكر الإشراف الدقيق على ملفات المستخدمين والتثبت من التسمية والمصادقة ثنائية العوامل.
كما يمكن التطبيق مستخدميه من إدراج ملفاتهم الشخصية على فايس بوك والسناب شات. يمكن تايمي الجميع من إضافة ملخص وقصص وإجراء مكالمات فيديو.

### اشتراك مدفوع
تايمي إكس إل: نسخة ممتازة مدفوعة الأجر من تايمي. واجه تايمي جدلاً من العديد من المستخدمين الذين يزعمون أنّ الرسوم مرتفعة جدًّا. تمكن النسخة المدفوعة المستخدمين من إخفاء هويتهم والتمتع بطلبات دردشة وتخفيضات غير محدودة.

## استقبال
يعد الاشتراك المدفوع أحد المسائل الحاسمة للتطبيق. دعا العديد من المستخدمين إلى خفض تكلفة تايمي إكس إل أو التخلص منها تماما. يرفض تايمي إلغاء خاصية الدفعكما ينص على أنَّ الإصدار الأساسي للتطبيق مجاني. إجمالًا، كانت الردود على التطبيق ردودًا إيجابية. مع ذلك، يختار معظم المراجعين التركيز على جانب المواعدة بدلاً من جانب التواصل الاجتماعي.

## جدل
في عام 2018، قوبل التطبيق باستجابة سلبية من نشطاء LGBTQI+ بعد نشر مقال ومشاركته من قبل العديد من وسائل الإعلام الأخرى على خلفية استعمال مستخدميتايمي لمرشح يسمح لهم بحظر بعضهم البعض بناءً على حالة فيروس نقص المناعة البشرية.أزال تايمي المرشح سريعًا ولم يعد هذا الخيار متاحا.
كما واجه تطبيق تايمي جدلاً على وسائل التواصل الاجتماعي أيضا حيث اشتكى البعض من استراتجيته الدعائية الملحة.

## قراءة معمقة
- Imagining Interventions for Collective Sex Environments, Flowers, P. & Frankis, J. Arch Sex Behav (2019) 48: 35. Imagining Interventions for Collective Sex Environments | SpringerLink
- Smartphone Battery Levels and Sexual Decision-Making Among Men Who Have Sex with Men, Lopes, A., Skoda, K. & Pedersen, C.L. Sexuality & Culture (2019).